# Dixieland
Dixieland je vrsta jazza. Najprej so jo igrali temnopolti, nato pa so jo prevzeli belci. Ti so bili edini, ki so jo potem izvajali. Razvil se je v New Orleansu na začetku 20. stoletja in se do naslednjega desetletja močno razširil v New Yorku in postal zelo priljubljen pri širšem občinstvu. Pogosto je priznan tudi kot prva prava vrsta jazza, saj je bil prvi tudi tako imenovan (pred 1917 tudi pogosto črkovan kot jass).